# Salix taishanensis
Salix taishanensis är en videväxtart som beskrevs av C. Wang och C.F. Fang. Salix taishanensis ingår i släktet viden, och familjen videväxter.

## Underarter
Arten delas in i följande underarter:
- S. t. glabra
- S. t. hebeinica